# Павлюк Іван Георгійович
Павлюк Іван Георгійович — (нар.25.02.1876/13.02.1876 ст.ст. — † р. см. н.) — громадсько-політичний діяч, член Буковинської делегації Української Національної Ради.

## Життєпис
Павлюк Іван Георгійович (нар.25.02.1876/13.02.1876 ст.ст. – † р. см. н.), громадсько-політичний діяч, член Буковинської делегації Української Національної Ради. Народився в м. Кіцмань на Буковині (тепер Чернівецької обл.) в селянській сім'ї Георгія Павлюка та Ганни Іванівни, уродженої Пігуляк. Провадив власне сільське господарство у м. Кіцмань. Активний член української національно-демократичної партії. На доповнюючих виборах до буковинського крайового сейму в виборчому окрузі Кіцмань (після смерті депутата Д. Бажана в 10.1913 р.) був обраний депутатом сейму на термін до кінця скликання. Округ включав в себе судовий повіт Кіцмань разом з селами Борівці та Кисилів і був одним з 10-ти округів, в якому український кадастр мав забезпечене законом право вибору українського депутата. Вирішивши висуватися в депутати, 12.1913 р. направив листа голові Союзу буковинських українських парламентських та сеймових депутатів М. Васильку, в якому зобов'язався вступити до Союзу в разі обрання його депутатом. Урочисто повторивши свою обіцянку на велелюдному вічі українських мужів довіри всіх громад округу в Кіцмані 25.01.1914 р. в присутності більшості українських депутатів Буковини, був затверджений офіційним кандидатом від української національно-демократичної партії. У день виборів 24.04.1914 р. здобув 2730 голосів, натомість відомий діяч українського учительського руху К. Данилюк, котрого підтримували радикальна партія, а також партія «Україна» 760 голосів, а соціал-демократ І. Гишка 193 голоси.
У перші години Світової війни підписав звернення Українського сеймового союзу «До українського народу Буковини» з закликом до українців забезпечити своє майбутнє, ставши з мечем в руках на захист своєї батьківщини, цісаря і цілої монархії. Відразу після захоплення російськими військами Кіцманя 13.05.1915 р. був дощенту пограбований, як і решта кіцманських українських діячів: «в посла Павлюка забрали всю пашу і збіже молочене і немолочене». Взяв участь у першій після початку війни нараді «Союзу буковинських українських послів» у Чернівцях 21.05.1916 р., яка схвалила діяльність «Загальної Української Ради» у Відні та її керівників К. Левицького і М. Василька. У 1916 р. евакуйований на захід монархії, де був членом «Буковинського запомогового комітету» у Відні, проводячи збірки коштів для потреб буковинських біженців. Після повернення на Буковину в 1918 р. був призначений ґерентом громади (бургомістром) м. Кіцманя. Як член Буковинської делегації Української Національної Ради 06.11.1918 р. підписав «Універсал до вільних громадян усіх народностей і верств в краю» з закликом до буковинців про підтримку нової української влади.
Подальша доля невідома.

## Джерело
- Володимир Старик. Павлюк Іван Георгійович // Західно-Українська Народна Республіка 1918—1923. Енциклопедія: До 100-річчя утворення Західно-Української Народної Республіки. Т. 3: П-С. Івано-Франківськ: Манускрипт-Львів, 2020. 576с.;— С.16.